# Cerkiew Podwyższenia Krzyża Pańskiego w Wałczu
Cerkiew Podwyższenia Krzyża Pańskiego w Wałczu – cerkiew greckokatolicka w Wałczu, w województwie zachodniopomorskim.
Parafia greckokatolicka w Wałczu istnieje od 1959 roku. Należy do eparchii wrocławsko-koszalińskiej w dekanacie poznańskim.

## Historia
Świątynia została wybudowana jako luterańska kaplica szpitalna z dobudowaną doń kostnicą w latach 1923-1924. Reprezentuje styl eklektyczny z przewagą elementów neoromańskich. 
Na ścianie wschodniej cerkwi wmurowana jest płaskorzeźba z lat dwudziestych XX wieku, umieszczona tam jako uhonorowanie poległych w czasie I wojny światowej a przedstawiająca Chrystusa pocieszającego młodą kobietę z dzieckiem – wdowę po żołnierzu. Pierwotnie na ścianie kościoła umieszczone były też nazwiska poległych w okresie I wojny światowej. Świątynia mieści się przy ulicy 12 Lutego. We wnętrzu znajduje się współczesny ikonostas wykonany przez ukraińską ikonografkę Walentynę Biriukowicz.